# 周刊
周刊（英語：weekly newspaper），每个星期发行一期的定期刊物。最早的周报可以追溯到17世纪初的德国。类似地，每周刊发2次的被称为周二刊，每2周发行一期的刊物被称为双周刊。

## 历史
1605年，约翰·卡罗勒斯在斯特拉斯堡用德语发行了世界上第一份报纸，名为《Relation aller Fürnemmen und gedenckwürdigen Historien》（所有突出的或值得记忆的新闻之集合），该报也被成为“Relation”。